# 戴明獎
戴明獎（Deming Prize），是日本科學技術連盟於1951年起開設的每年獎項，以美國品質管理專家愛德華茲·戴明命名，獎項分為「個人獎」及「應用獎」，每年頒發予在品質方面作出重大改進的個人或公司。
現時獎項委員會會長由日本經濟團體連合會會長兼任。

## 外部連結
- （日語） デミング賞 （页面存档备份，存于）